# Marcelo Meli
César Marcelo Meli (Salto, Buenos Aires; 29 de junio de 1992) es un futbolista argentino. Juega como volante mixto y actualmente milita en Santa Fe de la Categoría Primera A colombiana.

## Trayectoria

### Comienzos
Nació el 20 de junio de 1992 en Salto. Allí comenzó a jugar al fútbol en el Club Sports Salto, pasando luego a inferiores del Club Atlético Jorge Griffa de Granadero Baigorria, hoy Asociación C. C. A. Academia Deportiva. En 2012, ficha para el club Colón.

### Colón
Llega a Colón procedente de las divisiones inferiores del Club Atlético Jorge Griffa. Luego de destacadas actuaciones en el equipo de reserva del club, fue ascendido al primer equipo y de la mano del técnico Roberto Sensini, debutó en la Primera División del Fútbol Argentino el 9 de diciembre de 2012 en un partido correspondiente a la fecha 19 del Torneo Inicial 2012, ingresando desde el banco a falta de 20 minutos para que culminé el partido que su equipo empató en dos contra Independiente en el estadio Libertadores de América. Convirtió su primer gol en Primera el 4 de marzo de 2014 frente a Godoy Cruz, en el empate 1-1 de local, colocando la pelota -de zurda- pegado al palo izquierdo del arco defendido por Jorge Carranza. Meli, a base de un gran rendimiento, se gana un puesto en el mediocampo sabalero (compartiendo la medular con Ezequiel Videla) esa temporada, aunque su buen momento y el del equipo en general (que logró 30 puntos en 19 fechas), no pudieron evitar el descenso de Colón a la Primera B Nacional del fútbol argentino.
Su último partido en el club fue el 24 de mayo de 2014, en el encuentro definitorio contra Atlético de Rafaela por la permanencia en la máxima categoría, donde fueron derrotados por 1 a 0. Meli, que fue titular en ese encuentro, al término declaró con lágrimas en sus ojos: "Cuando empezamos el torneo ya nos daban descendidos, estábamos en el fondo del mar, hicimos todo los posible y no nos alcanzó. Es una tristeza increíble".
En total, jugó 33 partidos y marcó un gol en Colón, y se destacó por su capacidad de marca y gran entrega, sumada a una omnipotencia que le permite mantener durante todo el partido una consistencia física. En julio de 2014, se confirma su transferencia a Boca Juniors.

### Boca Juniors
A mediados de 2014 en el receso invernal, se confirma su fichaje por el Club Atlético Boca Juniors. El club Xeneize pagó a Colón 750 000 US$ por el 50% de la totalidad de su ficha además de la cesión de un jugador, la joven promesa Cristian Pavón.
Su debut como titular fue en la fecha 5 del Torneo Transición 2014, fecha en la cual Boca le gana a Vélez Sarsfield por 3-1 en La Bombonera. En su partido debut, Meli no solo anotó el segundo gol, otorgándole de esta manera la victoria a su equipo, sino que además fue elegido como la figura del encuentro y se retiró del campo de juego siendo ovacionado por la hinchada Xeneize.

### Sporting de Lisboa
En julio de 2016 fue transferido a préstamo con opción de compra de 3 000 000 US$ al Sporting de Lisboa.

### Racing
En enero de 2017 fue transferido a Racing Club de Avellaneda a cambio de 2 100 000 US$ firmando un contrato que lo une al elenco de Avellaneda por los siguientes 4 años. En dicho club no logra convencer con su juego pese a las constantes oportunidades que se le presentan, hecho que produce el repudio de la hinchada del elenco de Avellaneda.

## Estadísticas

### Clubes
Actualizado al último partido jugado el 12 de julio de 2025.
| Colón Argentina | 1.ª                 | 2012-13             | 5   | 0  | 0  | —  | — | — | —  | — | — | 5   | 0  | 0  |
| Colón Argentina | 1.ª                 | 2013-14             | 29  | 1  | 2  | —  | — | — | —  | — | — | 29  | 1  | 2  |
| Colón Argentina | Total club          | Total club          | 34  | 1  | 2  | —  | — | — | —  | — | — | 34  | 1  | 2  |
| Boca Juniors Argentina | 1.ª                 | 2014                | 10  | 1  | 0  | —  | — | — | 8  | 0 | 0 | 18  | 1  | 0  |
| Boca Juniors Argentina | 1.ª                 | 2015                | 22  | 3  | 1  | 4  | 0 | 3 | 6  | 1 | 4 | 32  | 4  | 8  |
| Boca Juniors Argentina | 1.ª                 | 2016                | 10  | 0  | 1  | 1  | 0 | 0 | 10 | 0 | 1 | 21  | 0  | 2  |
| Boca Juniors Argentina | Total club          | Total club          | 42  | 4  | 2  | 5  | 0 | 3 | 24 | 1 | 5 | 71  | 5  | 10 |
| Sporting de Lisboa Portugal | 1.ª                 | 2016-17             | —   | —  | —  | 2  | 0 | 0 | —  | — | — | 2   | 0  | 0  |
| Sporting de Lisboa Portugal | Total club          | Total club          | —   | —  | —  | 2  | 0 | 0 | —  | — | — | 2   | 0  | 0  |
| Racing Argentina | 1.ª                 | 2017                | 10  | 0  | 0  | —  | — | — | 1  | 0 | 0 | 11  | 0  | 0  |
| Racing Argentina | 1.ª                 | 2017-18             | 14  | 0  | 0  | 1  | 0 | 0 | 7  | 0 | 0 | 22  | 0  | 0  |
| Racing Argentina | Total club          | Total club          | 24  | 0  | 0  | 1  | 0 | 0 | 8  | 0 | 0 | 33  | 0  | 0  |
| Vitória · Brasil | 1.ª                 | 2018                | 9   | 0  | 0  | —  | — | — | —  | — | — | 9   | 0  | 0  |
| Vitória · Brasil | Total club          | Total club          | 9   | 0  | 0  | —  | — | — | —  | — | — | 9   | 0  | 0  |
| Belgrano Argentina | 1.ª                 | 2019                | 10  | 1  | 0  | 3  | 1 | 1 | —  | — | — | 13  | 2  | 1  |
| Belgrano Argentina | Total club          | Total club          | 10  | 1  | 0  | 3  | 1 | 1 | —  | — | — | 13  | 2  | 1  |
| Central Córdoba Argentina | 1.ª                 | 2019-20             | 17  | 1  | 3  | 5  | 0 | 1 | —  | — | — | 22  | 1  | 4  |
| Central Córdoba Argentina | Total club          | Total club          | 17  | 1  | 3  | 5  | 0 | 1 | —  | — | — | 22  | 1  | 4  |
| Hapoel Be'er Sheva Israel | 1.ª                 | 2020-21             | 31  | 1  | 1  | 1  | 0 | 0 | 5  | 0 | 0 | 37  | 1  | 1  |
| Hapoel Be'er Sheva Israel | Total club          | Total club          | 31  | 1  | 1  | 1  | 0 | 0 | 5  | 0 | 0 | 37  | 1  | 1  |
| Aldosivi Argentina | 1.ª                 | 2022                | 15  | 0  | 2  | 15 | 2 | 1 | —  | — | — | 30  | 2  | 3  |
| Aldosivi Argentina | Total club          | Total club          | 15  | 0  | 2  | 15 | 2 | 1 | 0  | 0 | 0 | 30  | 2  | 3  |
| Liverpool · Uruguay | 1.ª                 | 2023                | 38  | 2  | 4  | —  | — | — | 5  | 0 | 0 | 43  | 2  | 4  |
| Liverpool · Uruguay | Total club          | Total club          | 38  | 2  | 4  | 0  | 0 | 0 | 5  | 0 | 0 | 43  | 2  | 4  |
| Emelec · Ecuador | 1.ª                 | 2024                | 27  | 1  | 1  | 1  | 0 | 0 | —  | — | — | 28  | 1  | 1  |
| Emelec · Ecuador | 1.ª                 | 2025                | 17  | 0  | 1  | 0  | 0 | 0 | —  | — | — | 17  | 0  | 1  |
| Emelec · Ecuador | Total club          | Total club          | 44  | 1  | 2  | 1  | 0 | 0 | 0  | 0 | 0 | 45  | 1  | 2  |
| Total en su carrera | Total en su carrera | Total en su carrera | 264 | 11 | 16 | 33 | 3 | 6 | 42 | 1 | 5 | 339 | 15 | 27 |
| (1) Incluye Copa Ecuador, Copa Argentina, Supercopa Argentina, Copa de la Superliga Argentina, Copa de Portugal, Copa de la Liga de Portugal y Copa de Israel (2) Incluye Copa Sudamericana, Copa Libertadores y Liga Europa de la UEFA. (3) Media de goles por encuentro. No incluye goles en partidos amistosos. |                     |                     |     |    |    |    |   |   |    |   |   |     |    |    |

## Palmarés

### Títulos nacionales
| Título              | Club         | País      | Año  |
| ------------------- | ------------ | --------- | ---- |
| Primera División    | Boca Juniors | Argentina | 2015 |
| Copa Argentina      | Boca Juniors | Argentina | 2015 |
| Torneo Intermedio   | Liverpool    | Uruguay   | 2023 |
| Torneo Clausura     | Liverpool    | Uruguay   | 2023 |
| Campeonato Uruguayo | Liverpool    | Uruguay   | 2023 |